# Matías Donoso
Jorge Matías Donoso Gárate (San José de Maipo, Región Metropolitana de Santiago, 8 de julio de 1986) es un futbolista chileno que se desempeña como delantero y actualmente se encuentra en Deportes Temuco de la Primera B de Chile.

## Trayectoria
Se inició a nivel amateur en el Club Deportivo Unión Victoria de San José de Maipo, desde donde pasó al Luis Matte Larraín de Puente Alto para jugar en la Tercera División de su país. Tras estar dos años jugando en el club capitalino parte a prueba a Universidad de Concepción donde finalmente no queda seleccionado por lo cual vuelve a la Tercera División para jugar por el Instituto Nacional.
Antes de comenzar una nueva temporada con Instituto Nacional, el equipo decide retirarse de la competencia por lo cual termina fichando en el recién fundado Unión Temuco. En su primer año en el club sureño logró aportar para que su equipo estuviera peleando el ascenso a la Primera B, lo cual no lograría pero en lo personal sería elegido como el Futbolista Amateur del Año en Chile y además lograría ser el segundo máximo goleador de la categoría con 21 goles. En su segunda temporada jugando por el cuadro temuquense vuelve a pelear el ascenso consiguiéndolo al final de la temporada. Ya en la Primera B, vuelve a convertirse en figura de la categoría estando siempre entre los goleadores de los torneos lo que haría que fuera considerado como un ídolo entre la hinchada.
Un hecho negativo en su carrera es que en noviembre de 2009, fue detenido por la Brigada de Delitos Económicos de la PDI tras ser sorprendido sustrayendo ropa deportiva desde una gran tienda comercial del centro de Temuco.
A fines del 2012 tras cuatro temporadas jugando por Unión Temuco parte a préstamo a Santiago Wanderers de Valparaíso teniendo su primera experiencia en la Primera División. En el equipo porteño logra un rendimiento destacado siendo el goleador del equipo durante el Torneo Transición y la Copa Chile para luego hacer una gran dupla junto al delantero Sebastián Pol, con esto, se ganaría el cariño de la hinchada caturra, pero finalizado aquel año debido a diferencias económicas no continua en el equipo fichando para el siguiente torneo en la institución archirrival, el Everton de Viña del Mar, club con el cual sufrió el descenso a la Primera B. Posteriormente, es enviado a préstamo a Cobresal equipo con el cual se corona campeón y consigue la primera estrella del club en la Primera División del fútbol chileno al inicio de la temporada 2014-15. Después de la Copa América de Chile 2015 se incorporó a su nuevo club el Al-Shaab de la Liga Árabe del Golfo en Emiratos Árabes Unidos. Después tuvo un breve paso por el Club Atlético Patronato de Argentina. En 2022 fichó por Club Deportivo O'Higgins, club donde estuvo hasta mediados de 2023, para fichar por la Universidad de Concepcióndonde se desempeña actualmente.

## Estadísticas

### Clubes
| Club | Div.          | Temporada     | Liga  | Liga  | Liga   | Copas nacionales(1) | Copas nacionales(1) | Copas nacionales(1) | Torneos internacionales(2) | Torneos internacionales(2) | Torneos internacionales(2) | Total(3) | Total(3) | Total(3) | Media goleadora |
| Club | Div.          | Temporada     | Part. | Goles | Asist. | Part.               | Goles               | Asist.              | Part.                      | Goles                      | Asist.                     | Part.    | Goles    | Asist.   | Media goleadora |
| --- | ------------- | ------------- | ----- | ----- | ------ | ------------------- | ------------------- | ------------------- | -------------------------- | -------------------------- | -------------------------- | -------- | -------- | -------- | --------------- |
| Luis Matte Larraín · Chile | 3.ª           | 2005          | 8     | 1     | 1      | —                   | —                   | —                   | —                          | —                          | —                          | 8        | 1        | 1        | 0.13            |
| Luis Matte Larraín · Chile | 3.ª           | 2006          | 25    | 7     | 2      | —                   | —                   | —                   | —                          | —                          | —                          | 25       | 7        | 2        | 0.28            |
| Luis Matte Larraín · Chile | Total club    | Total club    | 33    | 8     | 3      | 0                   | 0                   | 0                   | 0                          | 0                          | 0                          | 33       | 8        | 3        | 0.24            |
| Instituto Nacional · Chile | 3.ª           | 2007          | 20    | 10    | 1      | —                   | —                   | —                   | —                          | —                          | —                          | 20       | 10       | 1        | 0.50            |
| Instituto Nacional · Chile | Total club    | Total club    | 20    | 10    | 1      | 0                   | 0                   | 0                   | 0                          | 0                          | 0                          | 20       | 10       | 1        | 0.50            |
| Unión Temuco · Chile | 3.ª           | 2008          | 35    | 21    | 4      | 3                   | 2                   | 1                   | —                          | —                          | —                          | 38       | 23       | 5        | 0.61            |
| Unión Temuco · Chile | 3.ª           | 2009          | 20    | 8     | 2      | 5                   | 1                   | 1                   | —                          | —                          | —                          | 25       | 9        | 3        | 0.36            |
| Unión Temuco · Chile | 2.ª           | 2010          | 27    | 10    | 4      | 2                   | 1                   | 0                   | —                          | —                          | —                          | 29       | 11       | 4        | 0.38            |
| Unión Temuco · Chile | 2.ª           | 2011          | 29    | 9     | 3      | 4                   | 3                   | 0                   | —                          | —                          | —                          | 33       | 12       | 3        | 0.36            |
| Unión Temuco · Chile | 2.ª           | 2012          | 34    | 9     | 7      | 7                   | 8                   | 2                   | —                          | —                          | —                          | 41       | 17       | 9        | 0.42            |
| Unión Temuco · Chile | Total club    | Total club    | 145   | 57    | 20     | 21                  | 15                  | 4                   | 0                          | 0                          | 0                          | 166      | 72       | 24       | 0.43            |
| Santiago Wanderers · Chile | 1.ª           | 2013          | 14    | 6     | 0      | —                   | —                   | —                   | —                          | —                          | —                          | 14       | 6        | 0        | 0.43            |
| Santiago Wanderers · Chile | 1.ª           | 2013-14       | 14    | 5     | 1      | 4                   | 4                   | 0                   | —                          | —                          | —                          | 18       | 9        | 1        | 0.50            |
| Santiago Wanderers · Chile | Total club    | Total club    | 28    | 11    | 1      | 4                   | 4                   | 0                   | 0                          | 0                          | 0                          | 32       | 15       | 1        | 0.47            |
| Everton · Chile | 1.ª           | 2014          | 15    | 6     | 0      | —                   | —                   | —                   | —                          | —                          | —                          | 15       | 6        | 0        | 0.40            |
| Everton · Chile | Total club    | Total club    | 15    | 6     | 0      | 0                   | 0                   | 0                   | 0                          | 0                          | 0                          | 15       | 6        | 0        | 0.40            |
| Cobresal · Chile | 1.ª           | 2014-15       | 30    | 13    | 2      | 3                   | 0                   | 1                   | 2                          | 1                          | 0                          | 35       | 14       | 3        | 0.40            |
| Al-Shaab · EAU | 1.ª           | 2015-16       | 10    | 0     | 3      | 6                   | 4                   | 0                   | —                          | —                          | —                          | 16       | 4        | 3        | 0.25            |
| Al-Shaab · EAU | Total club    | Total club    | 10    | 0     | 3      | 6                   | 4                   | 0                   | 0                          | 0                          | 0                          | 16       | 4        | 3        | 0.25            |
| Patronato Argentina | 1.ª           | 2016          | 8     | 1     | 0      | —                   | —                   | —                   | —                          | —                          | —                          | 8        | 1        | 0        | 0.13            |
| Patronato Argentina | Total club    | Total club    | 8     | 1     | 0      | 0                   | 0                   | 0                   | 0                          | 0                          | 0                          | 8        | 1        | 0        | 0.13            |
| Deportes Temuco · Chile | 1.ª           | 2016-17       | 9     | 1     | 0      | 2                   | 1                   | 0                   | —                          | —                          | —                          | 11       | 2        | 0        | 0.18            |
| Deportes Temuco · Chile | 1.ª           | 2017          | 13    | 2     | 1      | 4                   | 1                   | 0                   | —                          | —                          | —                          | 17       | 3        | 1        | 0.18            |
| Deportes Temuco · Chile | 1.ª           | 2018          | 22    | 7     | 1      | 2                   | 0                   | 0                   | 4                          | 1                          | 1                          | 28       | 8        | 2        | 0.29            |
| Deportes Iquique · Chile | 1.ª           | 2019          | 17    | 10    | 2      | 4                   | 3                   | 0                   | —                          | —                          | —                          | 21       | 13       | 2        | 0.62            |
| Deportes Temuco · Chile | 2.ª           | 2020          | 4     | 1     | 1      | —                   | —                   | —                   | —                          | —                          | —                          | 4        | 1        | 1        | 0.25            |
| Deportes Iquique · Chile | 1.ª           | 2020          | 26    | 6     | 0      | —                   | —                   | —                   | —                          | —                          | —                          | 26       | 6        | 0        | 0.23            |
| Deportes Iquique · Chile | Total club    | Total club    | 43    | 16    | 2      | 4                   | 3                   | 0                   | 0                          | 0                          | 0                          | 47       | 19       | 2        | 0.40            |
| Cobresal · Chile | 1.ª           | 2021          | 20    | 5     | 3      | 1                   | 0                   | 0                   | —                          | —                          | —                          | 21       | 5        | 3        | 0.24            |
| Cobresal · Chile | Total club    | Total club    | 50    | 18    | 5      | 4                   | 0                   | 1                   | 2                          | 1                          | 0                          | 56       | 19       | 6        | 0.34            |
| Deportes Temuco · Chile | 2.ª           | 2022          | 13    | 6     | 0      | 3                   | 0                   | 1                   | —                          | —                          | —                          | 16       | 6        | 1        | 0.46            |
| O'Higgins · Chile | 1.ª           | 2022          | 12    | 2     | 1      | 2                   | 0                   | 0                   | —                          | —                          | —                          | 14       | 2        | 1        | 0.14            |
| O'Higgins · Chile | 1.ª           | 2023          | 11    | 1     | 2      | 0                   | 0                   | 0                   | —                          | —                          | —                          | 11       | 1        | 2        | 0.09            |
| O'Higgins · Chile | Total club    | Total club    | 23    | 3     | 3      | 2                   | 0                   | 0                   | 0                          | 0                          | 0                          | 25       | 3        | 3        | 0.12            |
| Universidad de Concepción · Chile | 2.ª           | 2023          | 13    | 6     | 1      | 3                   | 0                   | 0                   | —                          | —                          | —                          | 16       | 6        | 1        | 0.38            |
| Universidad de Concepción · Chile | 2.ª           | 2024          | 13    | 1     | 0      | 2                   | 0                   | 0                   | —                          | —                          | —                          | 15       | 1        | 0        | 0.07            |
| Universidad de Concepción · Chile | Total club    | Total club    | 26    | 7     | 1      | 5                   | 0                   | 0                   | 0                          | 0                          | 0                          | 31       | 7        | 1        | 0.23            |
| San Luis · Chile | 2.ª           | 2025          | 6     | 0     | 0      | 2                   | 1                   | 0                   | —                          | —                          | —                          | 8        | 1        | 0        | 0.13            |
| San Luis · Chile | Total club    | Total club    | 6     | 0     | 0      | 2                   | 1                   | 0                   | 0                          | 0                          | 0                          | 8        | 1        | 0        | 0.13            |
| Deportes Temuco · Chile | 2.ª           | 2025          | 1     | 0     | 0      | —                   | —                   | —                   | —                          | —                          | —                          | 1        | 0        | 0        | 0.00            |
| Deportes Temuco · Chile | Total club    | Total club    | 62    | 17    | 3      | 11                  | 2                   | 1                   | 4                          | 1                          | 1                          | 77       | 20       | 5        | 0.26            |
| Total carrera | Total carrera | Total carrera | 469   | 154   | 42     | 59                  | 29                  | 6                   | 6                          | 2                          | 1                          | 534      | 185      | 49       | 0.35            |
| (1) Incluye datos de la Copa de Liga EAU (2015); Copa Chile (2008-Act.). (2) Incluye datos de la Copa Sudamericana (2014-18). (3) No incluye goles en partidos amistosos. |               |               |       |       |        |                     |                     |                     |                            |                            |                            |          |          |          |                 |

### Selección
| Selección      | Temporada     | Amistosos | Amistosos | Amistosos | Sudamérica | Sudamérica | Sudamérica | Mundial | Mundial | Mundial | Total | Total | Total  | Media goleadora |
| Selección      | Temporada     | Part.     | Goles     | Asist.    | Part.      | Goles      | Asist.     | Part.   | Goles   | Asist.  | Part. | Goles | Asist. | Media goleadora |
| -------------- | ------------- | --------- | --------- | --------- | ---------- | ---------- | ---------- | ------- | ------- | ------- | ----- | ----- | ------ | --------------- |
| Sub-25 · Chile | 2011          | 1         | 0         | 1         | —          | —          | —          | —       | —       | —       | 1     | 0     | 1      | 0.00            |
| Sub-25 · Chile | Total         | 1         | 0         | 1         | 0          | 0          | 0          | 0       | 0       | 0       | 1     | 0     | 1      | 0.00            |
| Total carrera  | Total carrera | 1         | 0         | 1         | 0          | 0          | 0          | 0       | 0       | 0       | 1     | 0     | 1      | 0.00            |

### Resumen estadístico
| Competición           | Partidos | Goles | Promedio | Asistencias | Promedio | Goles y asistencias | Promedio |
| --------------------- | -------- | ----- | -------- | ----------- | -------- | ------------------- | -------- |
| Primera División      | 221      | 65    | 0,29     | 16          | 0,07     | 81                  | 0,37     |
| Segunda División      | 140      | 42    | 0,30     | 16          | 0,12     | 58                  | 0,42     |
| Tercera División      | 108      | 47    | 0,44     | 10          | 0,09     | 57                  | 0,53     |
| Copas nacionales      | 59       | 29    | 0,49     | 6           | 0,10     | 35                  | 0,59     |
| Copas internacionales | 6        | 2     | 0,33     | 1           | 0,17     | 3                   | 0,50     |
| Selección sub-25      | 1        | 0     | 0,00     | 1           | 1,00     | 1                   | 1,00     |
| Total                 | 535      | 185   | 0,35     | 50          | 0,09     | 235                 | 0,44     |

### Hat-tricks
| 1 | 13 de julio de 2008    | Municipal de Lautaro, Lautaro                                  | Unión Temuco - Deportes Linares |  | 5 - 2 | Tercera División de Chile 2008 |
| 2 | 7 de noviembre de 2012 | Estadio Municipal Germán Becker, Temuco                        | Unión Temuco - Huachipato       |  | 4 - 1 | Copa Chile 2012-13             |
| 3 | 28 de febrero de 2015  | Estadio San Carlos de Apoquindo, Las Condes, Santiago de Chile | Universidad Católica-Cobresal   |  | 2- 4  | Torneo Clausura 2015           |

## Palmarés

### Campeonatos nacionales
| Título           | Club         | País  | Año    |
| ---------------- | ------------ | ----- | ------ |
| Tercera División | Unión Temuco | Chile | 2009   |
| Primera División | Cobresal     | Chile | 2015-C |

### Distinciones individuales
| Distinción                          | Año     |
| ----------------------------------- | ------- |
| Futbolista Amateur del Año en Chile | 2008    |
| Goleador de la Copa Chile           | 2012-13 |